# Learning to Breathe
| Recensione          | Giudizio |
| ------------------- | -------- |
| AllMusic            | [ 1 ]    |
| Jesus Freak Hideout | [ 2 ]    |
| Cross Rhythms       | [ 3 ]    |

Learning to Breathe è il terzo album in studio del gruppo christian rock statunitense Switchfoot. È stato pubblicato il 26 settembre 2000 con la re:think Records e distribuito dalla Sparrow Records. L'album ha ricevuto una nomination per i Grammy Awards del 2001 per la sezione Best Rock Gospel Album.

## Popolarità
Le canzoni "I Dare You to Move" e "Learning to Breathe" sono note al grande pubblico per essere state inserite nella colonna sonora del film I passi dell'amore - A Walk to Remember del 2002.
Il titolo del brano "Love Is the Movement" è stato adottato come motto dall'associazione To Write Love on Her Arms, un'organizzazione no-profit che aiuta ragazzi che hanno tentato il suicidio.

## Tracce
Testi e musiche di Jon Foreman, tranne dove indicato.
1. I Dare You to Move – 4:07
2. Learning to Breathe – 4:35
3. You Already Take Me There – 2:42 (Jon Foreman, Tim Foreman)
4. Love Is the Movement – 5:10
5. Poparazzi – 3:20
6. Innocence Again – 3:28 (Jon Foreman, Tim Foreman)
7. Playing for Keeps – 3:44
8. The Loser – 3:43
9. The Economy of Mercy – 3:56
10. Erosion – 3:22
11. Living Is Simple – 5:17

## Formazione
- Jon Foreman – voce, chitarra, tastiere
- Tim Foreman – basso, cori, tastiere
- Chad Butler – batteria, percussioni

Musicisti aggiuntivi
- Vicky Hampton – cori (traccia 4)
- Darwin Hobbs – cori (traccia 4)
- Jan Foreman – cori (traccia 11)